# Enrico Bearzotti
Enrico Bearzotti (Palmanova, 29 ottobre 1996) è un calciatore italiano, centrocampista o ala del Brian Lignano.

## Caratteristiche tecniche
È un'ala d'attacco, dotata di una buona abilità nelle progressioni palla al piede, tuttavia può giocare su entrambe le fasce e all'occorrenza grazie alla sua buona capacità di corsa, è stato spesso impiegato all'Hellas Verona come terzino destro.

## Carriera
È originario di Chiasiellis nel comune di Mortegliano, in provincia di Udine.
Cresciuto nel settore giovanile del Portogruaro, nel 2013, dopo il fallimento della società veneta, viene tesserato dal Pordenone, con cui conquista la promozione in Lega Pro e vince lo Scudetto di Serie D.
Il 24 luglio 2014 viene acquistato dal Verona, mettendosi in mostra come uno dei migliori giocatori della formazione Primavera dei gialloblù e arrivando fino alla finale del Torneo di Viareggio. Il 18 agosto 2015 passa a titolo temporaneo al Padova, collezionando sedici presenze complessive; il 14 luglio 2016 viene ceduto con la stessa formula all'Arezzo, disputando un'ottima stagione sul piano individuale.
Rientrato al Verona, con cui il 23 marzo 2017 aveva prolungato fino al 2020, viene inserito nella rosa della prima squadra, debuttando in Serie A il 20 settembre, nella partita pareggiata per 0-0 contro la Sampdoria.
Trovando poco spazio in Veneto, si opta per una nuova avventura. Il 20 luglio 2018 si trasferisce in prestito con diritto di riscatto e contro opzione al Cosenza, neopromosso in Serie B, fortemente voluto dal tecnico. Rimane però ai margini della rosa e quindi il 5 gennaio 2019 viene sciolto l'accordo di prestito con i calabresi e passa al Monza.
Il 22 luglio il Verona opta per la cessione a titolo definitivo al Modena.

## Statistiche

### Presenze e reti nei club
Statistiche aggiornate al 4 maggio 2025.
| Stagione         | Squadra          | Campionato       | Campionato | Campionato | Coppe nazionali | Coppe nazionali | Coppe nazionali | Coppe continentali | Coppe continentali | Coppe continentali | Altre coppe | Altre coppe | Altre coppe | Totale | Totale |
| Stagione         | Squadra          | Comp             | Pres       | Reti       | Comp            | Pres            | Reti            | Comp               | Pres               | Reti               | Comp        | Pres        | Reti        | Pres   | Reti   |
| ---------------- | ---------------- | ---------------- | ---------- | ---------- | --------------- | --------------- | --------------- | ------------------ | ------------------ | ------------------ | ----------- | ----------- | ----------- | ------ | ------ |
| 2013-2014        | Pordenone        | D                | 23+2       | 4          | CI+CI-D         | 0+3             | 0+1             | -                  | -                  | -                  | -           | -           | -           | 28     | 5      |
| 2015-2016        | Padova           | LP               | 15         | 0          | CI-LP           | 1               | 0               | -                  | -                  | -                  | -           | -           | -           | 16     | 0      |
| 2016-2017        | Arezzo           | LP               | 28+1       | 4          | CI+CI-LP        | 2+2             | 0+1             | -                  | -                  | -                  | -           | -           | -           | 33     | 5      |
| 2017-2018        | Verona           | A                | 6          | 0          | CI              | 1               | 0               | -                  | -                  | -                  | -           | -           | -           | 7      | 0      |
| 2018-gen. 2019   | Cosenza          | B                | 1          | 0          | CI              | 2               | 0               | -                  | -                  | -                  | -           | -           | -           | 3      | 0      |
| gen.-giu. 2019   | Monza            | C                | 13         | 0          | CI+CI-C         | 0+5             | 0               | -                  | -                  | -                  | -           | -           | -           | 18     | 0      |
| 2019-2020        | Modena           | C                | 16         | 1          | CI-C            | 2               | 0               | -                  | -                  | -                  | -           | -           | -           | 18     | 1      |
| 2020-2021        | Modena           | C                | 33+1       | 0          | CI              | 1               | 0               | -                  | -                  | -                  | -           | -           | -           | 35     | 0      |
| Totale Modena    | Totale Modena    | Totale Modena    | 49+1       | 1          |                 | 3               | 0               |                    | -                  | -                  |             | -           | -           | 53     | 1      |
| 2021-gen. 2022   | Catanzaro        | C                | 12         | 0          | CI-C+CI         | 4+2             | 0               |                    | -                  | -                  |             | -           | -           | 18     | 0      |
| gen.-giu. 2022   | Trento           | C                | 17+2       | 0          | CI-C            | -               | -               | -                  | -                  | -                  | -           | -           | -           | 19     | 0      |
| lug.-set. 2022   | Catanzaro        | C                | 0          | 0          | CI+CI-C         | 1+0             | 0               |                    | -                  | -                  |             | -           | -           | 1      | 0      |
| Totale Catanzaro | Totale Catanzaro | Totale Catanzaro | 12         | 0          |                 | 7               | 0               |                    | -                  | -                  |             | -           | -           | 19     | 0      |
| feb.-giu. 2023   | Siena            | C                | 5          | 0          | CI-C            | 0               | 0               |                    | -                  | -                  |             | -           | -           | 5      | 0      |
| 2024-2025        | Brian Lignano    | D                | 37         | 4          | CI-D            | 1               | 0               | -                  | -                  | -                  | -           | -           | -           | 38     | 4      |
| Totale carriera  | Totale carriera  | Totale carriera  | 216+6      | 13         |                 | 27              | 2               |                    | -                  | -                  |             | -           | -           | 239    | 15     |

## Palmarès

### Club

#### Competizioni nazionali
- Scudetto Dilettanti: 1

Pordenone: 2013-2014
- Serie D: 1

Pordenone: 2013-2014 (girone C)